# Marcelo Díaz
Marcelo Alfonso Díaz Rojas (Santiago, 30 december 1986) is een Chileens voetballer die doorgaans speelt middenvelder. In januari 2024 verruilde hij Audax Italiano voor Universidad Chile. Díaz debuteerde in 2011 in het Chileens voetbalelftal.

## Clubcarrière
Díaz speelde in de jeugdopleiding van Universidad Chile en brak tijdens de jaargang van 2005 door bij de club. In zijn eerste seizoen speelde de middenvelder sporadisch voor het eerste elftal. Vanaf 2008 had hij een meer vaste plaats in het eerste elftal. In 2010 werd hij verhuurd aan Deportes La Serena, waarvoor hij dertien duels speelde en vijfmaal doel trof. In de zomer van 2012 verkaste hij naar FC Basel, waar hij een contract tot medio 2016 ondertekende. Via Hamburger SV en Celta de Vigo kwam de Chileen in augustus 2017 bij het Mexicaanse Pumas UNAM terecht. Een jaar later verkaste Díaz naar Racing Club, waar hij voor twee seizoenen tekende. Medio 2021 vertrok de middenvelder naar Club Libertad. Bij deze club vertrok Díaz eind 2022. Ruim een maand later tekende hij een contract bij Audax Italiano in zijn vaderland. Een jaar later keerde hij terug bij Universidad Chile, zijn eerste club als profvoetballer.

## Interlandcarrière
Díaz nam met de nationale jeugdselectie deel aan het WK –20 in 2005 in Nederland, waar de ploeg van bondscoach José Sulantay in de achtste finales werd uitgeschakeld door gastland Nederland (3-0). Díaz maakte zijn debuut in het Chileens voetbalelftal op 11 november 2011, toen er met 4–0 verloren werd tegen Uruguay. De middenvelder mocht in de basis beginnen en werd in de tweede helft naar de kant gehaald. Díaz maakte eveneens deel uit van de selectie van bondscoach Jorge Sampaoli bij het WK 2014 in Brazilië en de Copa América 2015 in eigen land. Chili won het laatstgenoemde toernooi. Diaz won in 2016 ook de Copa América Centenario met zijn landgenoten. Hij kreeg zelf na 28 minuten in de finale zijn tweede gele kaart en dus rood, maar zijn ploeg hield stand en won middels een beslissende strafschoppenreeks,

## Erelijst
| Competitie                          |                      |                      |                      |                      |
| Competitie                          | Aantal               | Jaren                |                      |                      |
| Universidad de Chile                | Universidad de Chile | Universidad de Chile | Universidad de Chile | Universidad de Chile |
| ----------------------------------- | -------------------- | -------------------- | -------------------- | -------------------- |
| Primera División (Winnaar Apertura) | 3                    | 2009, 2011, 2012     |                      |                      |
| Primera División (Winnaar Clausura) | 1                    | 2011                 |                      |                      |
| Copa Sudamericana                   | 1                    | 2011                 |                      |                      |
| FC Basel                            |                      |                      |                      |                      |
| Super League                        | 2                    | 2012/13, 2013/14     |                      |                      |
| Chili                               |                      |                      |                      |                      |
| Copa América                        | 2                    | 2015, 2016           |                      |                      |